# Benedetto Ghirlandaio

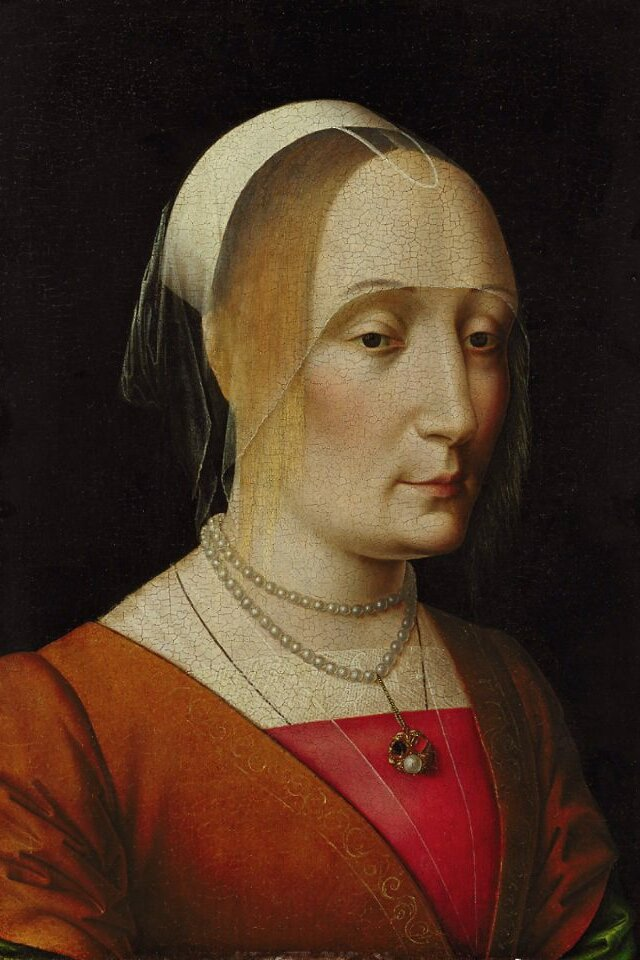
Retrato de uma Senhora

Benedetto Ghirlandaio (1458-1497) (* 1458 † 17 de Julho de 1497), foi um pintor italiano de Florença. Seus irmãos, Davide Ghirlandaio (1452-1525) e Domenico Ghirlandaio (1449-1494) também foram pintores, bem como seu sobrinho, Ridolfo Ghirlandaio (1483-1561).  